# Thermo
Thermo (tiếng Hy Lạp: ?) là một khu tự quản ở vùng Tây Hy Lạp, Hy Lạp. Khu tự quản Thermo có diện tích 334 kilômét vuông, dân số theo điều tra ngày 18 tháng 3 năm 2001 là 7837 người.